# Melianthoideae
Melianthoideae, nekada zasebna biljna porodica, danas potporodica porodice Francoaceae iz reda iglicolike, po nekim autorima sinonim za Francoaceae.  
Ime jwe dobila po rodu Melianthus.
Melianthoideae su potporodica medonosnih grmova, sastoji se od 3 roda (Melianthus, Bersama i Pseudobersama, a nekada je bila uključivana i Greyia) i 16 vrsta iz tropske središnje i južne Afrike. Melianthus i Bersama sadrže grmlje do malo drveće s perasto složenim listovima s nazubljenim rubovima listića. Njihovi monosimetrični cvjetovi raspoređeni su u terminalni grozd grozda. Njihovi cvjetovi sadrže samo četiri prašnika i tvore kapsule koje se u zrelosti otvaraju duž šavova lokula. Greyia (tri vrste) ograničena je na Južnu Afriku. To su drvenaste biljke s dlanasto prošaranim, jednostavnim listovima. Cvjetovi su veliki u vrhunskom grozdu. Plodovi sazrijevaju u šizokarpe, oslobađajući brojne sjemenke.

## Rodovi
1. Bersama Fresen. (9 spp.)
2. Melianthus L. (6 spp.)
3. Pseudobersama Verdc. (1 sp.)